# Abelmosco
Abelmosco (Abelmoschus moschatus) é uma planta da Ásia e da América do Sul, da família Malvaceae, frequente na antiga África portuguesa, de cujas sementes, de forte cheiro a almíscar, se fabricavam os pós de Chipre.

## Sinonímia
- Hibiscus abelmoschus